# Olympische Sommerspiele 1920/Gewichtheben
Bei den VII. Olympischen Sommerspielen 1920 in Antwerpen fanden fünf Wettbewerbe im Gewichtheben statt. Austragungsort war das Olympiastadion. Diese Sportart stand erstmals seit 1904 wieder auf dem Programm, nun mit fünf standardisierten Gewichtsklassen.

## Bilanz

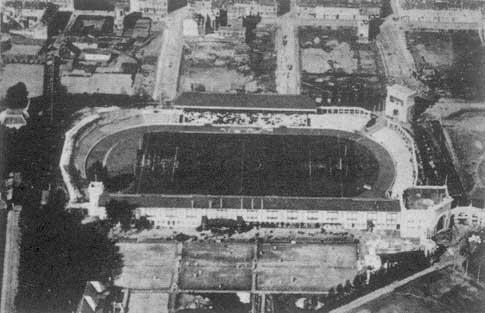
Olympiastadion

### Medaillenspiegel
| Platz | Land               | Gold | Silber | Bronze | Gesamt |
| ----- | ------------------ | ---- | ------ | ------ | ------ |
| 1     | Frankreich         | 2    | –      | 1      | 3      |
| 2     | Belgien            | 1    | 1      | 1      | 3      |
| 3     | Estland            | 1    | 1      | –      | 2      |
| 3     | Königreich Italien | 1    | 1      | –      | 2      |
| 5     | Schweiz            | –    | 1      | 1      | 2      |
| 6     | Luxemburg          | –    | 1      | –      | 1      |
| 7     | Schweden           | –    | –      | 2      | 2      |

### Medaillengewinner
| Konkurrenz          | Gold            | Silber            | Bronze            |
| ------------------- | --------------- | ----------------- | ----------------- |
| Federgewicht        | Frans De Haes   | Alfred Schmidt    | Eugène Ryter      |
| Leichtgewicht       | Alfred Neuland  | Louis Williquet   | Georges Rooms     |
| Mittelgewicht       | Henri Gance     | Pietro Bianchi    | Albert Pettersson |
| Leichtschwergewicht | Ernest Cadine   | Fritz Hünenberger | Erik Pettersson   |
| Schwergewicht       | Filippo Bottino | Joseph Alzin      | Louis Bernot      |

## Ergebnisse

### Federgewicht (bis 60 kg)
| Platz | Land | Sportler        | Gewicht (kg) |
| ----- | ---- | --------------- | ------------ |
| 1     | BEL  | Frans De Haes   | 220,0 (OR)   |
| 2     | EST  | Alfred Schmidt  | 210,0        |
| 3     | SUI  | Eugène Ryter    | 210,0        |
| 4     | ITA  | Luigi Gatti     | 195,0        |
| 5     | TCH  | Ludvík Wágner   | 195,0        |
| 6     | SWE  | Gustav Eriksson | 192,5        |
| 7     | BEL  | Lionel De Haes  | 190,0        |
| 7     | EST  | Karl Kõiv       | 190,0        |
| 9     | NED  | Kees Tijman     | 190,0        |
| 10    | DEN  | Niels Florin    | 180,0        |
| 11    | GBR  | John Paine      | 172,5        |
| 12    | FRA  | André Delloue   | 150,0        |
| 13    | FRA  | Jean Ducher     | 140,0        |
|       | LUX  | Michel Mertens  | DNF          |

Datum: 29. August 1920 

14 Teilnehmer aus 11 Ländern

### Leichtgewicht (bis 67,5 kg)
| Platz | Land | Sportler               | Gewicht (kg) |
| ----- | ---- | ---------------------- | ------------ |
| 1     | EST  | Alfred Neuland         | 257,5 (OR)   |
| 2     | BEL  | Louis Williquet        | 240,0        |
| 3     | BEL  | Georges Rooms          | 230,0        |
| 4     | ITA  | Giulio Monti           | 230,0        |
| 5     | FRA  | Fernand Arnout         | 220,0        |
| 5     | SWE  | Karl Olofsson          | 220,0        |
| 7     | FRA  | Jean Vaquette          | 215,0        |
| 8     | LUX  | Johny Grün             | 210,0        |
| 8     | NED  | Wilhelmus van Nimwegen | 210,0        |
| 10    | GRE  | Evangelos Menexis      | 205,0        |
| 11    | DEN  | Thorvald Hansen        | 202,5        |
| 12    | GBR  | Percival Mills         | 192,5        |

Datum: 29. August 1920 

12 Teilnehmer aus 10 Ländern

### Mittelgewicht (bis 75 kg)
| Platz | Land | Sportler           | Gewicht (kg) |
| ----- | ---- | ------------------ | ------------ |
| 1     | FRA  | Henri Gance        | 245,0 (OR)   |
| 2     | ITA  | Pietro Bianchi     | 235,0        |
| 3     | SWE  | Albert Pettersson  | 235,0        |
| 4     | NED  | Marinus Ringelberg | 225,0        |
| 5     | FRA  | Paul Ledran        | 220,0        |
| 6     | DEN  | Christian Jensen   | 215,0        |
| 7     | BEL  | Marcel Marchand    | 205,0        |
| 8     | NED  | Pieter Belmer      | 165,0        |
|       | BEL  | Georges De Proft   | DNF          |
|       | EGY  | Hamad Samy         | DNF          |

Datum: 30. August 1920 

10 Teilnehmer aus 7 Ländern

### Halbschwergewicht (bis 82,5 kg)
| Platz | Land | Sportler            | Gewicht (kg) |
| ----- | ---- | ------------------- | ------------ |
| 1     | FRA  | Ernest Cadine       | 295,0 (OR)   |
| 2     | SUI  | Fritz Hünenberger   | 277,5        |
| 3     | SWE  | Erik Pettersson     | 267,5        |
| 4     | SWE  | Erik Carlsson       | 262,5        |
| 5     | FRA  | Maurice Davène      | 250,0        |
| 6     | ITA  | Gino Mattiello      | 235,0        |
| 7     | NED  | Jan Welter          | 230,0        |
| 8     | TCH  | Jaroslav Dvořák     | 227,5        |
| 8     | BEL  | Leonard Van De Roye | 227,5        |
| 10    | DEN  | Søren Petersen      | 217,5        |
|       | FIN  | Rudolf Ekström      | DNF          |

Datum: 31. August 1920 

11 Teilnehmer aus 9 Ländern

### Schwergewicht (über 82,5 kg)
| Platz | Land | Sportler         | Gewicht (kg) |
| ----- | ---- | ---------------- | ------------ |
| 1     | ITA  | Filippo Bottino  | 265,0 (OR)   |
| 2     | LUX  | Joseph Alzin     | 260,0        |
| 3     | FRA  | Louis Bernot     | 255,0        |
| 4     | DEN  | Ejnar Jensen     | 250,0        |
| 5     | SWE  | Otto Brunn       | 250,0        |
| 6     | FRA  | Joseph Duchateau | 247,5        |

Datum: 31. August 1920 

6 Teilnehmer aus 5 Ländern